# Måna är död
Måna är död är en roman av Ivar Lo-Johansson utgiven 1932.
Boken var Ivar Lo-Johanssons första roman och han betraktade den själv som sin egentliga skönlitterära debut. Den skrevs redan 1929 men gavs av privata hänsyn inte ut förrän 1932.
Romanen har självbiografisk bakgrund i Ivar Lo-Johanssons förhållande med Maria Nordberg på 1920-talet och handlar om en författare som ser sig tvungen att offra kärleken för sitt författarskap och sin ärelystnad.